# 小行星9224
小行星9224（英語：9224 Zelezny）是一颗围绕太阳公转的小行星。1996年1月10日，米洛什·季希、茲德內克·莫拉維克在克列特发现了此天体。
这颗小行星的绝对星等为166.48939等。